# Propionibacteriales
Ordre
Les Propionibacteriales sont un ordre de bactéries filamenteuses à Gram positif de la classe des Actinomycetes. Son nom provient de Propionibacterium qui est le genre type de cet ordre (LPSN (28 octobre 2023)).
L'étymologie du nom peut se scinder en deux racines : Pro du grec ancien πρό, pró (avant, devant) et de πίων, píôn (gras). Ce choix est du au fait que ces bactéries produisent des quantités importantes d'acide propionique (acidum propionum) durant la fermentation.

## Taxonomie
Cet ordre est proposé en 1940 par Sheila Patrick et Andrew McDowell, et est validé en 2015 par le Comité international de systématique des procaryotes et publié dans l'IJSEM.

## Liste des familles
En 2023, d'après LPSN (28 octobre 2023), cet ordre comporte 4 familles, toutes validement publiées : 
- Actinopolymorphaceae, Nouioui et al., 2018
- Kribbellaceae, Nouioui et al., 2018
- Nocardioidaceae, Nesterenko et al., 1990
- Propionibacteriaceae, Delwiche, 1957